# ابیدزی
ابیدزی (به لاتین: Abidzi) در بنین است که در بانته واقع شده‌است.